# Faverolles (Aisne)
Faverolles è un comune francese di 353 abitanti situato nel dipartimento dell'Aisne della regione dell'Alta Francia.

## Società

### Evoluzione demografica
Abitanti censiti